# Famille de Günzburg
Cette page explique l’histoire ou répertorie les différents membres de la famille Günzburg.
La famille de Günzburg (ou Günzbourg) est une dynastie russe de banquiers.

## Liens de filiation entre les personnalités notoires
- Gabriel-Jacob Günzburg (1793-1853), financier et philanthrope. Il épouse Sarah Rashkes.
  - Joseph de Günzburg (1812-1878), financier et philanthrope. Il épouse Rosa Rasia Dynin.
    - Alexandre de Gunzburg (1831-1878) épouse Rosalia Ettinger.
      - Michael de Gunzburg (1851-1921).
      - Jacques de Gunzbourg (1853-1929), homme d'affaires et banquier.
        - Nicolas de Gunzburg (1904-1981), homme d'affaires et journaliste.

    - Horace Günzburg (1833-1909), banquier et philanthrope. Il épouse sa cousine Anna Rosenberg (voir plus bas).
      - Gabriel de Gunzburg (1855-1926), conseiller d'État de Russie.
      - David Günzburg (en) (1857-1910), orientaliste.
      - Louise de Gunzburg (1862-1921), épouse de Joseph Sassoon.
      - Alfred de Gunzburg (1865-1936), capitaine d'escadron de l'armée russe. Il épouse Sophie Aschkenasy.
        - Anna de Günzburg épouse Jean David-Weill.

      - Mathilde de Gunzburg (1866-1917) épouse Ludwig von Gutmann.
      - Alexandre de Gunzburg (1869-1948), président de la communauté israélite de Pétrograd, officier dans l'armée Russe et banquier à Amsterdam après la révolution russe. Il épouse Rosa Warburg.
        - Olga de Gunzburg (1897-1986) épouse Ignacio Bauer Landauer (es)

      - Pierre de Gunzburg (1872-1948), banquier et industriel. Il épouse Yvonne Fanny Deutsch de la Meurthe, fille d'Émile Deutsch de la Meurthe.
        - Philippe de Gunzbourg (1904-1986), banquier, résistant et espion.
        - Aline de Gunzbourg, épouse André Strauss, Hans von Halban puis Isaiah Berlin.

      - Vladimir de Gunzburg (1873-1932) épouse Clara Brodsky, fille de Lazar Brodsky (en).
        - Anna de Gunzburg (1900-1998) épouse le cavalier et joueur de tennis André Prévost (1875-1951), puis Robert Merle d'Aubigné.

    - Mathilde de Gunzburg (1844-1894) épouse Paul Fould.
    - Salomon David de Gunzburg (1848-1905), financier à Paris. Il épouse Henriette, fille de Salomon Benedict Goldschmidt.
      - Marguerite de Gunzburg (1881-1974) épouse le fils de Raphaël de Bauer.
      - Jean Maurice de Gunzburg (1884-1959), homme d'affaires.

  - Elka Günzburg épouse Haim Joshua Heschel Rosenberg.
    - Anna Rosenberg (1838-1876) épouse son cousin Horace Günzburg (voir plus haut).
    - Simone Théophilie Rosenberg (1840-1905) épouse Siegmund Warburg (de).

## Galerie

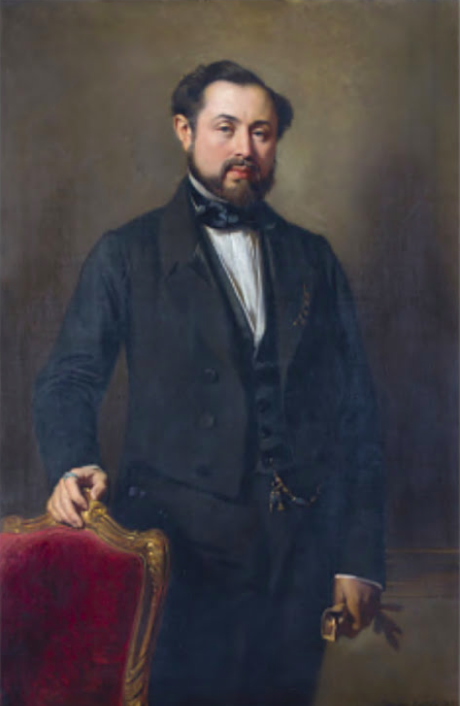
Joseph de Günzburg (1812-1878), par Édouard Dubufe.
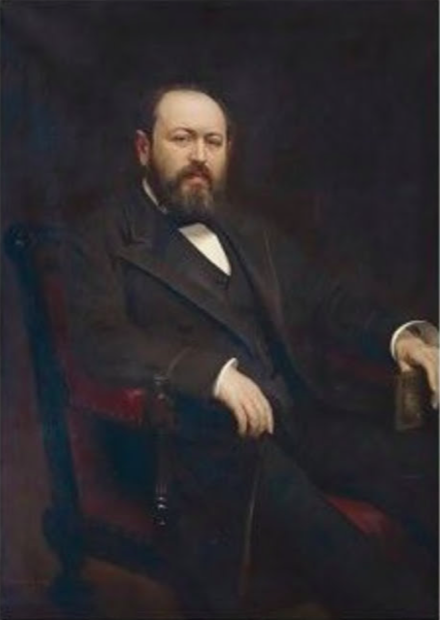
Horace de Günzburg (1833-1909), d'après Ivan Kramskoï.
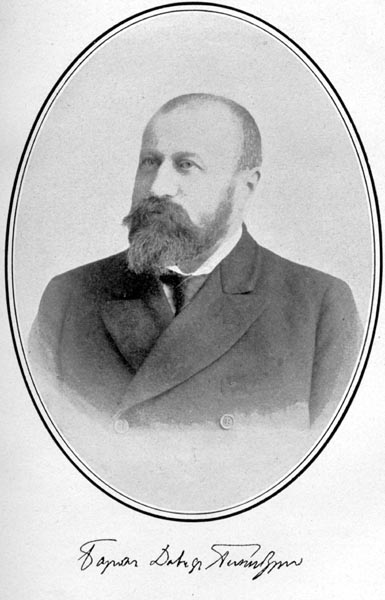
Baron David Günzburg (1857-1910).